# Якова
Якова (укр. Якова) — село, относится к Лиманскому району Одесской области Украины.
Население по переписи 2001 года составляло 89 человек. Почтовый индекс — 67522. Телефонный код — 4855. Занимает площадь 0,38 км². Код КОАТУУ — 5122786905.

## Местный совет
67522, Одесская обл., Лиманский р-н, с. Старые Шомполы, ул. Центральная, 13